# Rubén Felgaer
Rubén Felgaer (* 4. April 1981 in Buenos Aires) ist ein argentinischer Schachspieler.

## Leben
Seit 2002 trägt er den Titel Großmeister. Er wurde trainiert von Óscar Panno. Felgaer gewann zweimal (2000 und 2001) die panamerikanische U20-Juniorenmeisterschaft. Die argentinische Einzelmeisterschaft gewann er 2001 in Pinamar, 2007 in Mendoza (ausgetragen 2008), 2008 in La Plata, 2010 in Buenos Aires und 2014 in Resistencia.
2002 gewann er den Politiken Cup in Kopenhagen. Er gewann viele Schachturniere in Südamerika (hauptsächlich in Argentinien und Brasilien) und Europa (hauptsächlich in Spanien). Vereinsschach spielte er 2006 und 2007 in der spanischen División de Honor (für Unio Gracienca d'escacs – UGA) und gelegentlich in der katalanischen Meisterschaft.
Bei der Mannschaftsweltmeisterschaft der Junioren 2000 in Buenos Aires holte er mit der argentinischen Nationalmannschaft am ersten Brett die Goldmedaille und noch zusätzlich eine individuelle Goldmedaille für sein Ergebnis von 5 Punkten aus 5 Partien. Er nahm siebenmal für Argentinien an Schacholympiaden teil (2002, 2004, 2006, 2008, 2010, 2012 und 2014). Bei der Schacholympiade 2018 war er Kapitän der argentinischen Nationalmannschaft. Bei der Weltmeisterschaft 2004 in Tripolis schaltete er in der ersten Runde Baadur Dschobawa aus, scheiterte jedoch in der zweiten Runde an Alexei Drejew. Felgaer nahm dreimal am Schach-Weltpokal teil (2005, 2011 und 2013) und scheiterte jeweils in der zweiten Runde.
Die argentinische Elo-Liste hatte er im Jahr 2008 noch angeführt. Seine beste Elo-Zahl war 2624 im Oktober 2005; damals lag er auf Platz 86 der FIDE-Weltrangliste.